# Bill Huck
Bill Huck (Dresden, 9 de março de 1953) é um desportista alemão que competiu para a RDA no ciclismo na modalidade de pista, especialista na prova de velocidade individual.
Ganhou quatro medalhas no Campeonato Mundial de Ciclismo em Pista entre os anos 1987 e 1991.
Após retirar da competição, seguiu unido ao ciclismo como treinador, de 1998 a 2000 da equipa nacional de pista da África do Sul, de 2000 a 2001 no Reino Unido e entre 2010 e 2012 da equipa de velocidade do CAR de Palma de Mallorca.

## Medalheiro internacional
| Representando à Alemanha Oriental |                       |                  |                           |
| Campeonato Mundial                |                       |                  |                           |
| Ano                               | Lugar                 | Medalha          | Competição                |
| 1987                              | Viena ( Áustria)      | Medalha de prata | Velocidade individual (A) |
| 1989                              | Lyon ( França)        | Medalha de ouro  | Velocidade individual (A) |
| 1990                              | Maebashi ( Japão)     | Medalha de ouro  | Velocidade individual (A) |
| Representando a Alemanha          |                       |                  |                           |
| Campeonato Mundial                |                       |                  |                           |
| Ano                               | Lugar                 | Medalha          | Competição                |
| 1991                              | Stuttgart ( Alemanha) | Medalha de prata | Velocidade individual (A) |